# Prinsessen og spillemannen
Prinsessen og spillemannen is een toneelstuk van de Noorse schrijfster Barbra Ring.

## Toneelstuk
Ring schreef dit toneelstuk voor kinderen rond 1925. Het verhaal gaat over prinses Silvi en de minstreel (spilleman). Andere rollen zijn er voor de maagd Maria, “Gamledada”, de Koning, Prins Jergo, Koninginweduwe, fakir, een ceremoniemeester, een gevangene, een grote elf, elfenkoningen en enige raadsleden. Het stuk in vijf scènes ging in première op 23 december 1926 in het Nationaltheatret in Oslo. Het toneelstuk kreeg 32 voorstellingen in Oslo, maar verdween toen in de vergetelheid. Het was het debuut van de 24-jarige Per Aabel, toneelspeler, danser, regisseur en docent, die later ook in een beperkt aantal films op het witte doek zou verschijnen. 

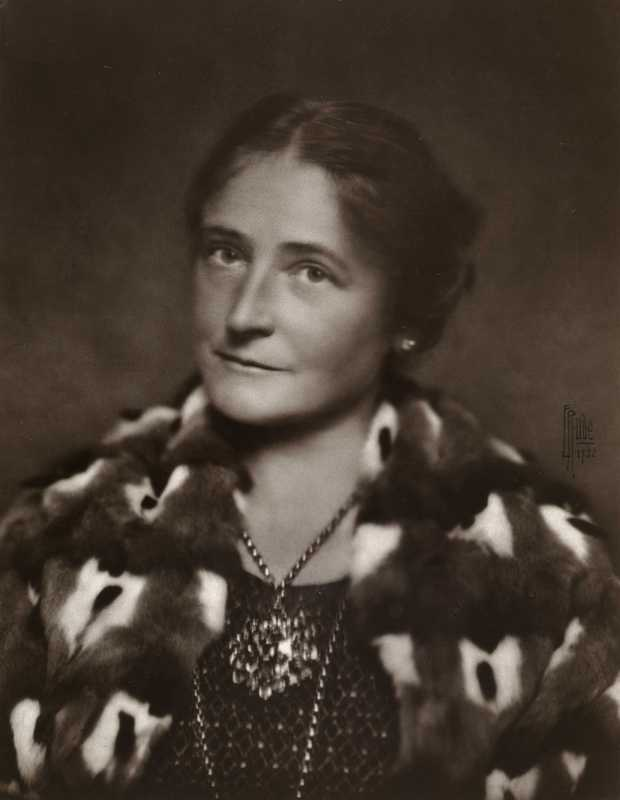
Barbra Ring

## Muziek
Voor de voorstellingen haalde de componist Johan Halvorsen de muziek die hij voor Prinsessen og det halve kongerige van 1905 weer van stal. Zijn muziek is geschreven voor dwarsfluit, twee klarinetten, trompet, trombone of fagot, piano, slagwerk, violen, altviolen, celli en contrabassen. Met de muziek liep het net zo af als met het toneelstuk. De partituur verdween in een la om er pas weer uit te komen, toen de muzikale erfenis van Halvorsen werd overgedragen aan de Staatsbibliotheek van Noorwegen.  